# Sarah Wright
Sarah Fay Wright, včasih tudi Sarah Mason, je ameriška televizijska in filmska igralka ter fotomodel, *28. september 1983, Louisville, Kentucky, Združene države Amerike.

## Biografija

### Zgodnje življenje in kariera fotomodela
Sarah Fay Wright se je rodila 28. septembra 1983 v Louisvillu, Kentucky, Združene države Amerike. Pri štirinajstih letih je postala fotomodel. Preboj v svetu mode je doživela, ko je bila odkrita na tekmovanju Mossimo leta 1999 pri šestnajstih letih. Hodila je na šoli LeGrande Elementary in Hart County High School.

### Igralska kariera
Sarah Wright je svojo igralsko kariero začela leta 2004 v televizijski seriji Peterčki (v njej je igrala do leta 2005), kjer je dobila vlogo Paige. S to serijo je tudi zelo zaslovela.
Leta 2005 je igrala v serijah Glavca in Na kraju zločina: Miami, leta 2006 v filmu All You've Got in televizijskih serijah The Loop ter Sedma nebesa (do leta 2007), leta 2007 pa v filmu X's & O's.
Leta 2008 smo jo videli v seriji Mad Men in filmih Surfer, Dude ter Hišna zajčica (kot Ashley).

### Osebno življenje
Sarah Wright je najstarejši otrok zobotehnice Debbie in pridigarja Roberta Wrighta. Ima mlajšega brata Samuela, ki je po poklicu marinec. Leta 2005 se je pri dvaindvajsetih letih poročila z A.J.-jem Masonom, vendar se zakon ni obnesel: čez eno leto (torej leta 2006) sta se ločila.

## Filmografija
| Leto      | Naslov                  | Vloga           | Ostalo                       |
| --------- | ----------------------- | --------------- | ---------------------------- |
| 2004–2005 | Peterčki                | Paige Chase     | 22 epizod                    |
| 2005      | Na kraju zločina: Miami | Sara Jennings   | Epizoda: »Prey«              |
| 2005      | Glavca                  | Vicki           | Epizoda: »Secret Girlfriend« |
| 2006      | All You've Got          | Lauren McDonald |                              |
| 2006      | The Loop                | Lizzy           | 7 epizod                     |
| 2006–2007 | Sedma nebesa            | Jane            | 18 epizod                    |
| 2007      | X's & O's               | Jane            |                              |
| 2008      | Made of Honor           | Blondinka       |                              |
| 2008      | Wieners                 | Lavender        |                              |
| 2008      | Hišna zajčica           | Ashley          |                              |
| 2008      | Mad Men                 | Susie           | Epizoda: »Maidenform«        |
| 2008      | Surfer, Dude            | Stacey          |                              |